# دانشگاه مریل هرست
دانشگاه مریل هرست (به انگلیسی: Marylhurst University) یک دانشگاه ملی مذهبی (کاتولیک) است که در شهر «مریل هرست» ایالت اورگن و در ۱۴ کیلومتری جنوب پرتلند قرار دارد.
این مرکز آموزشی یکی از قدیمی‌ترین مراکز تحصیلی در اورگون می‌باشد و در سال ۱۸۹۷ اولین دوره فارغ التحصیلان آن موفق به اخذ مدرک خود از این دانشگاه شدند.

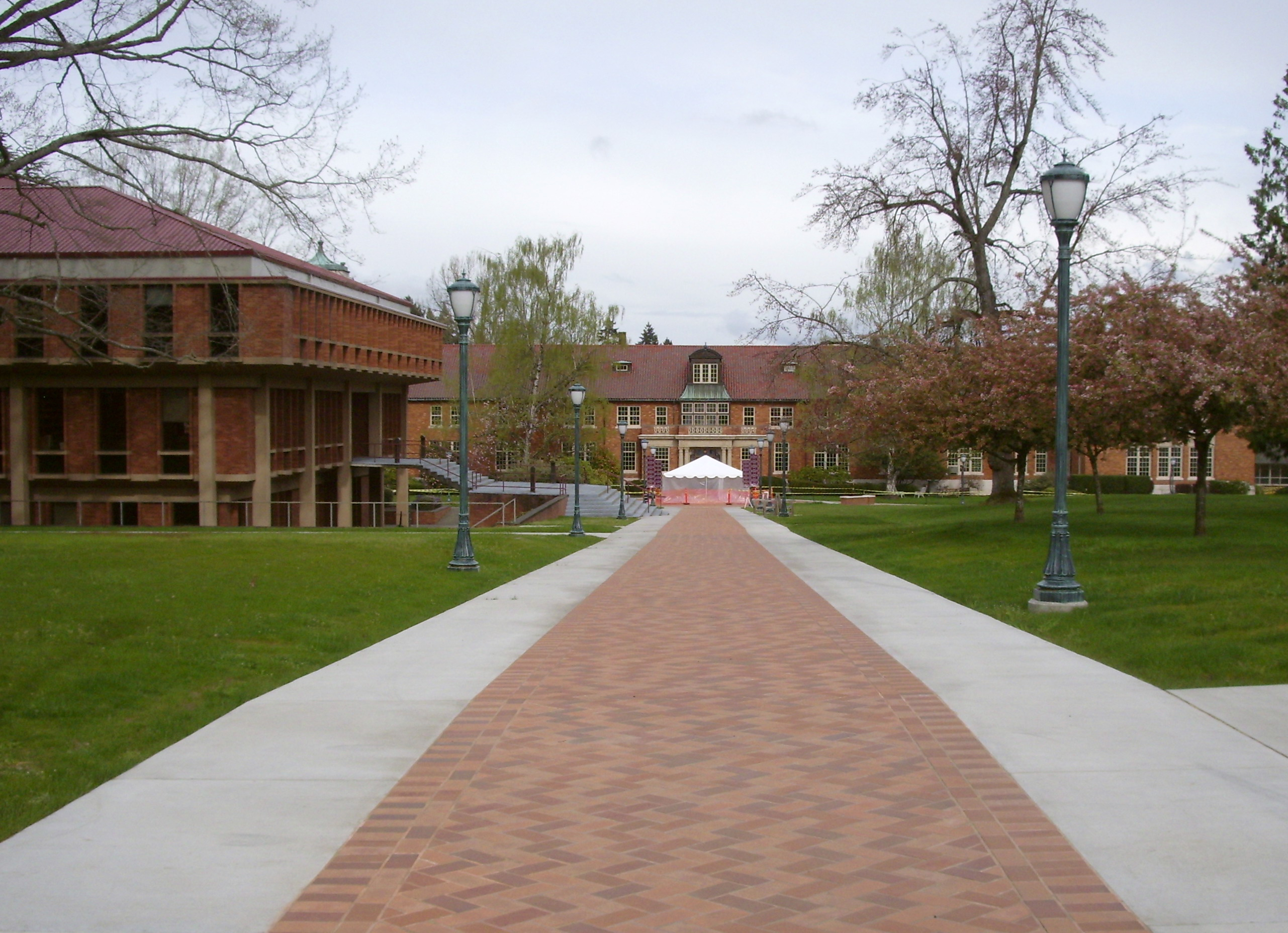
مدخل ورودی اصلی به دانشگاه مریل هرست